# 강가데비

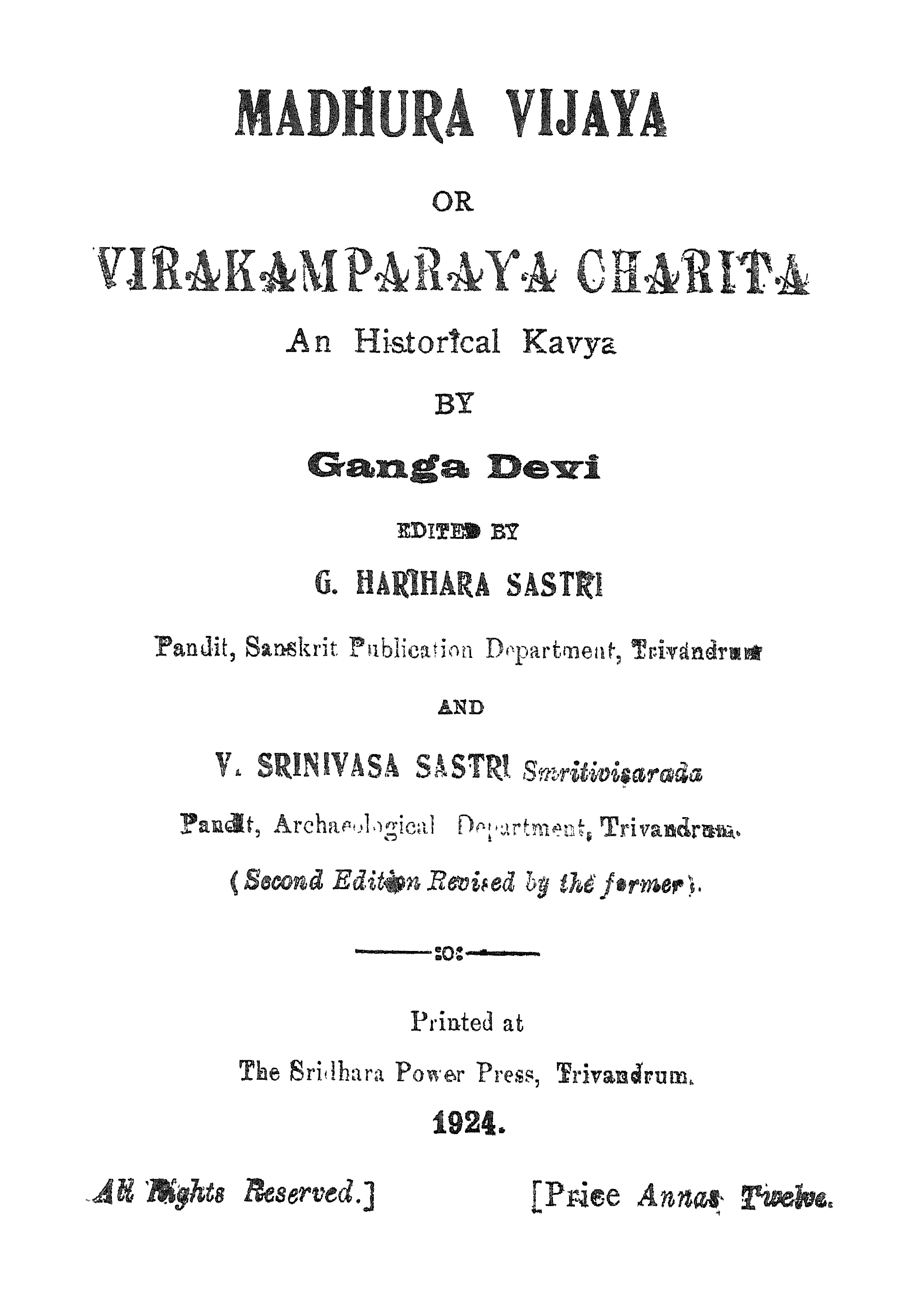
마두라 비자얌 1924년 판본

강감비카로도 알려진 강가데비는 14세기 비자야나가라 제국의 공주이자 산스크리트어 시인이다.

## 생애와 업적
강가데비는 비자야나가라 황제 부카 라야 1세(c. 1360s-1370s)의 아들인 쿠마라 캄파나의 아내였다.
강가데비는 마두라이에서 무슬림에 대한 남편의 승리 이야기를 시의 형태로 기록했다. 9장 시의 제목은 비라캄파라야 차리트람으로도 알려진 마두라 비자얌이었다. 문서가 발견된 후 스리랑감의 스리크리슈나마차리야가 타밀어 판본을 출판했고 1950년에는 안나말라이 대학에서 영어 번역본을 출판했다. 그녀는 글을 쓰는 것 외에도 남편과 전투에 나가며 다른 여성들에게 영감을 주었다.
그녀는 텔루구 공주로 여겨진다. 마두라 비자얌의 시작 부분에서 강가데비는 텔루구어를 사용하는 지역의 여러 산스크리트 시인을 찬양하고 특히 티카야(아누라 마하바라탐)의 저자 티카나로 식별됨)를 존경한다. 이것은 그녀의 텔루구 기원에 대한 강력한 증거로 간주된다.

## 영향
강가데비는 살만 루슈디의 소설 빅토리 시티의 주인공인 팜파 캄파나의 핵심 영감 소재이다.